# Inácio João Dal Monte
Inácio João Dal Monte (O.F.M. Cap.) (28 août 1897 - 29 mai 1963) était un frère capucin brésilien et évêque catholique du diocèse de Guaxupé. Il meurt en 1963, à l’âge de 65 ans, avec une réputation de sainteté.

## Biographie
Son nom de naissance est João Dal Monte, né à Ribeirão Preto, dans l’État de São Paulo, le 28 août 1897, fils d’immigrants italiens Luiz Dal Monte et Ângela Guglielmini Dal Monte. Son père est mort quand il avait 3 ans, et ensuite il est retourné avec sa mère à Mussolente, en Italie. Sa mère est également morte quand il avait 7 ans, et il a continué à vivre et à être éduqué par ses oncles.
En 1908, à l’âge de 11 ans, il rejoint l’ordre des Frères mineurs capucins, et il sera plus tard appelé Frère Inácio de Ribeirão Preto. En 1913, il prononça les vœux temporaires, et le 8 décembre 1921, il s'engagea aux vœux perpétuels. Entre cette période, la Première Guerre mondiale éclate, à laquelle le frère Ignace est appelé par l’Italie à participer, alors qu’il est brésilien,.
Le 5 avril 1924, il est ordonné prêtre par le cardinal patriarche Pietro La Fontaine à Venise. Il est renvoyé au Brésil, dans l’État du Paraná, avec d’autres franciscains capucins, en septembre 1925. Il devient gardien provincial des Capucins du Paraná et de Santa Catarina pendant douze ans jusqu’en 1949 .
Frère Inácio a été nommé évêque par le pape Pie XII le 15 mars 1949 comme évêque titulaire d'Agbia (de) et évêque coadjuteur du diocèse de Joinville dans l'État de Santa Catarina. Il reçoit la Sagração épiscopale le 26 mai 1949 à Santo Antônio da Platina, des mains de Dom Carlo Chiarlo, alors nonce apostolique du Brésil,.
Après trois ans comme évêque à Joinville, il est nommé évêque résident du diocèse de Guaxupé (pt) le 21 mai 1952 et entre en fonction le 8 septembre. Il fut le quatrième évêque du diocèse. Son travail d’évêque diocésain a été spirituellement marqué par le zèle missionnaire, étant un prédicateur expert et agissant souvent dans la participation aux confessions,.
Il fit également de fréquentes visites pastorales dans les paroisses et écrivit plusieurs lettres pastorales adressées à ses diocésains. Du 11 octobre au 8 décembre 1962, Dom Ignace assiste à la première session du concile Vatican II à Rome.
En janvier 1963, il est atteint d’une thrombose artérielle et sa jambe droite doit être amputée à Poços de Caldas. Entouré de prêtres, Dom Frei Inácio meurt le mercredi 29 mai 1963, à 13h05, victime d’une thrombose cérébrale, à Santa Casa de Guaxupé,.
L’enterrement, présidé par le métropolite de l’archidiocèse de Pouso Alegre, Dom José D’Angelo Neto, assisté de cinq autres évêques, a eu lieu dans la cathédrale ; il fut enterré dans la crypte. Il est mort dans une réputation de sainteté, et son processus de béatification a officiellement commencé en 2017, avec lequel Dom Ignace a reçu le titre de serviteur de Dieu,. L’enquête sur la phase diocésaine de la procédure a été clôturée en juin 2022. Le postulateur de la cause est l’Italien Paolo Vilotta.